# Chironius
Genre
Chironius est un genre de serpents de la famille des Colubridae.

## Répartition
Les 22 espèces de ce genre se rencontrent en Amérique centrale et en Amérique du Sud.

## Liste des espèces
Selon The Reptile Database (22 décembre 2015) :
- Chironius bicarinatus (Wied-Neuwied, 1820)
- Chironius brazili Hamdan & Fernandes, 2015
- Chironius carinatus (Linnaeus, 1758)
- Chironius challenger Kok, 2010
- Chironius diamantina Fernandes & Hamdan, 2014
- Chironius exoletus (Linnaeus, 1758)
- Chironius flavolineatus Jan, 1863
- Chironius flavopictus (Werner, 1909)
- Chironius foveatus Bailey, 1955
- Chironius fuscus (Linnaeus, 1758)
- Chironius grandisquamis (Peters, 1869)
- Chironius laevicollis (Wied-Neuwied, 1824)
- Chironius laurenti Dixon, Wiest & Cei, 1993
- Chironius leucometapus Dixon, Wiest & Cei, 1993
- Chironius maculoventris Dixon, Wiest & Cei, 1993
- Chironius monticola Roze, 1952
- Chironius multiventris Schmidt & Walker, 1943
- Chironius quadricarinatus (Boie, 1827)
- Chironius scurrulus (Wagler, 1824)
- Chironius septentrionalis Dixon, Wiest & Cei, 1993
- Chironius spixii (Hallowell, 1845)
- Chironius vincenti (Boulenger, 1891)

## Publication originale
- Fitzinger, 1826 : Neue classification der reptilien nach ihren natürlichen verwandtschaften. Nebst einer verwandtschafts-tafel und einem verzeichnisse der reptilien-sammlung des K. K. zoologischen museum's zu Wien, p. 1-67 (texte intégral).